# Linus Neli
Linus Neli (ur. 26 kwietnia 1957 w Imphalu) – indyjski duchowny katolicki, arcybiskup metropolita Imphal od 2023. 

## Życiorys
20 grudnia 1984 otrzymał święcenia kapłańskie i został inkardynowany do archidiecezji Imphal. Był m.in. sekretarzem arcybiskupim, przełożonym Instytutu Serca Bożego w Hundungu, wikariuszem generalnym archidiecezji, przełożonym uczelni w Shillong i Monsang Pantha, a także wikariuszem sądowym.      
7 października 2023 papież Franciszek mianował go arcybiskupem metropolitą Imphal. Sakry udzielił mu 8 grudnia 2023 arcybiskup Dominic Lumon.